# Vanessa De Roide
Vanessa De Roide (sinh ngày 1 tháng 8 năm 1987 tại Puerto Rico) là một ca sĩ và nữ hoàng sắc đẹp.

## Hoa hậu Trái Đất 2005
Cô đại diện cho Puerto Rico tại cuộc thi Hoa hậu Trái Đất 2005 và lọt vào Top 8 chung cuộc. Ngoài ra, cô còn đoạt thêm giải thưởng phụ Trang phục dạ hội đẹp nhất (Best in Long Gown) và Miss Pond's.

## Hoa hậu Hoàn vũ Puerto Rico 2012
Cô đại diện cho Carolina tại đấu trường Hoa hậu Hoàn vũ Puerto Rico 2012 và giành danh hiệu Á hậu 1.

## Nữ ca sĩ Belleza Latina 2012
Vanessa de Roide đã giành được danh hiệu Nuestra Belleza Latina 2012 vào ngày 20 tháng 5 năm 2012. Ngoài danh hiệu, cô đã giành được hợp đồng một năm với Univision nói tiếng Tây Ban Nha, 250.000 đô la tiền mặt và giải thưởng, và đưa cô trở thành người phụ nữ Puerto Rico thứ hai để có được danh hiệu này, sau Melissa Marty vào năm 2008, và xuất hiện trên trang bìa của tạp chí Cosmopolitan en Español vào năm 2012.

## Nghề nghiệp
Vào tháng 5 năm 2012, sau khi chiến thắng cuộc thi Nuestra Belleza Latina, De Roide đã tham gia mạng lưới Univision nơi cô xuất hiện trên một số chương trình truyền hình bao gồm El Gordo y la Flaca, Sabado Gigante, Despierta America và Sal y Pimienta. Sau đó, cô trở thành người dẫn chương trình ở hậu trường vào mùa thứ ba của Mira Quien Baila. Vào tháng 5 năm 2013, Univision đã gia hạn hợp đồng của cô và cô đã tham gia chương trình truyền hình dài nhất của Univision Sabado Gigante với sự tham gia của Don Francisco. Cô làm việc như một người mẫu trên Sabado Gigante cho đến khi kết thúc chương trình vào ngày 19 tháng 9 năm 2015. Vào tháng 10 năm 2015, De Roide đã cùng với người quản lý và người bạn Joe Ahmed của mình tạo ra một cuộc thi tìm kiếm tài năng mới mang tên Iconic Model Search, nơi những người mẫu trẻ khao khát sẽ cạnh tranh cơ hội để trở thành một người mẫu thành công và giành được một số giải thưởng.